# Borna Barišić
Borna Barišić (* 10. November 1992 in Osijek) ist ein kroatischer Fußballspieler.

## Karriere

### Verein
Barišić begann seine Karriere beim NK Osijek. Im Januar 2012 wechselte er zum Drittligisten NK BSK Bijelo Brdo. Nach eineinhalb Jahren kehrte er zu Osijek zurück. Sein Debüt in der 1. HNL gab er im Juli 2013, als er am ersten Spieltag der Saison 2013/14 gegen Dinamo Zagreb in der Startelf stand und in der 55. Minute durch Antonio Pavić ersetzt wurde.
Nach zwei Jahren bei Osijek wechselte er zur Saison 2015/16 zu Dinamo Zagreb. Nach nur einer Partie für Zagreb wurde er noch im August 2015 an den Ligakonkurrenten Lokomotiva Zagreb verliehen. Nach dem Ende der Leihe kehrte er im Sommer 2016 allerdings nicht mehr zu Dinamo zurück, sondern schloss sich erneut dem NK Osijek an. Als Vierter konnte er sich mit Osijek in der Saison 2016/17 einen internationalen Startplatz sichern. Barišić kam in jener Saison auf 32 Einsätze, in denen er einen Treffer erzielte.
Im August 2018 wechselte für eine Ablösesumme von 2,2 £ Millionen zu den Glasgow Rangers nach Schottland.
Nach sechs Jahren in Schottland wechselte Barišić 2024 in die Türkei zu Trabzonspor.

### Nationalmannschaft
Barišić wurde im Dezember 2016 erstmals in den Kader der kroatischen Nationalmannschaft berufen.
Sein Debüt im Nationalteam gab er im Januar 2017, als er im Halbfinale des China Cups, einem Testspielturnier, gegen Chile in der 64. Minute für Mario Šitum ins Spiel gebracht wurde. Im März 2019 gelang ihm gegen Aserbaidschan sein erstes Länderspieltor.
Er war bei der Europameisterschaft 2021 Bestandteil des kroatischen Kaders, der bei dem Turnier im Achtelfinale gegen Spanien ausschied.

## Erfolge
Dinamo Zagreb
- Kroatischer Meister: 2016

Glasgow Rangers
- Schottischer Meister: 2021
- Schottischer Pokalsieger: 2022
- UEFA-Europa-League-Finalist: 2022